# مولودية وهران (كرة القدم)
نادي متعدد الرياضات، إذهب إلى مولودية وهران

نادي مولودية وهران هو نادٍ لكرة القدم. تأسس يوم 1 يناير 1917 في وهران، الجزائر. ألوان النادي هي الأحمر والأبيض. الملعب الرسمي للنادي هو ملعب ميلود هدفي الذي يتسع إلى أكثر من 40 ألف متفرج ، كما ينشط أيضا في الملعب الأسطوري الذي هو ملعب أحمد زبانة الذي يتسع لـ40 ألف متفرج. ينافس النادي حاليًا في الرابطة الجزائرية المحترفة الأولى.
حتى عام 2008، كان مولودية وهران هو النادي الوحيد في الجزائر الذي شارك في كل موسم من الرابطة الجزائرية المحترفة الأولى منذ أول موسم عام 1962. ومع ذلك هبط النادي في نهاية موسم 2007-08 لكنه عاد بعد موسم واحد فقط لينافس مرة أخرى في الرابطة الجزائرية المحترفة الأولى.

## تاريخ النادي

### تأسيس المولودية في 1917
في 1 يناير 1917 قام عشرة أعضاء بتأسيس نادي تحت اسم نادي المولودية الإسلامية الوهرانية (MCM Oran) في حي المدينة الجديدة و من بينهم عبد القادر بن دوبة و الذي يعتبر أول رئيس للنادي ، بوعمران بن دوبة ، الهواري عرفي و غيرهم. و سمي بهذا الاسم لأن تاريخ تأسيسه كان موافق لليلة الاحتفال بالمولد النبوي الشريف. ويعتبر هذا النادي، الأول الذي حمل اسم المولودية في الجزائر. والمولودية مثل أغلب النوادي الجزائرية التي تأسست في بداية القرن الـ19 كان هدفها الأسمى محاربة الاستعمار وذلك بإسماع صوتها للخارج.
في 22 أكتوبر 1924، إنذمج هذا النادي مع نادي إسلامي آخر هو نادي الحامدية الإسلامية الوهرانية الذي تأسس سنة 13 أبريل 1921 و الذي كان يظم في صفوفه علي بن توتي، أحد مكوني مولودية وهران عام 1946. و أصبح النادي المنذمج يسمى نادي المولودية الحامدية الإسلامية الوهرانية (MHCM Oran). و في 1931 ، تم تغيير اسم النادي إلى نادي المولودية الوهرانية (MC Oran).
و في عام 1939 ، قرر النادي توقيف نشاطاته الرياضية بسسب إندلاع الحرب العالمية الثانية حتى نهايتها عام 1945. و في 1946 ، قرر بعض المسيرين واللاعبين القدامى في صفوف النادي إعادة إحيائه تحت اسم نادي مولودية وهران يوم 14 ماي 1946.

### إعادة إحياء النادي في 1946

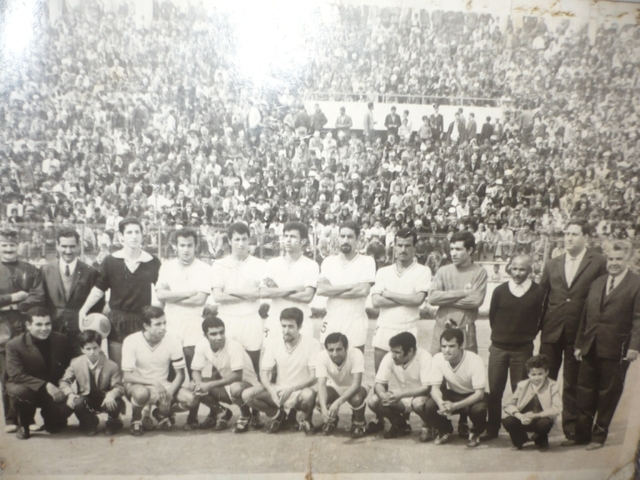
مولودية وهران وصيف بطل الدوري الجزائري 1969

تاريخ إعادة إحياء النادي في 14 ماي 1946 حيث اجتمع 4 رجال (المؤسسين) في حي الحمري ليتفقوا على إحياء فريق اسمه مولودية وهران. المنشؤون هم محمد بصول، علي بن توتي، عمر أبونا، روان سريك عمر وميلود بن دراعو أول رئيس لرابطة سباق الدراجات.
و قد جرت مراسيم تكوين الفريق في مسجد أبو بكر الصديق بالحمري وحضرها الشيخ سعيد الزموشي الذي كلفه الشيخ سي الطيب المهاجي بهذه المهمة والذي يُعتبر أحد مؤسسي جمعية العلماء المسلمين الجزائريين في الجزائر رفقة العلامة عبد الحميد بن باديس، وقد دعا الشيخ سعيد زموشي لهذا الفريق بالنجاح والتوفيق وبأن يكون مثل يقتدى به من طرف الشبيبة الجزائرية.

## مسيرة نادي مولودية وهران

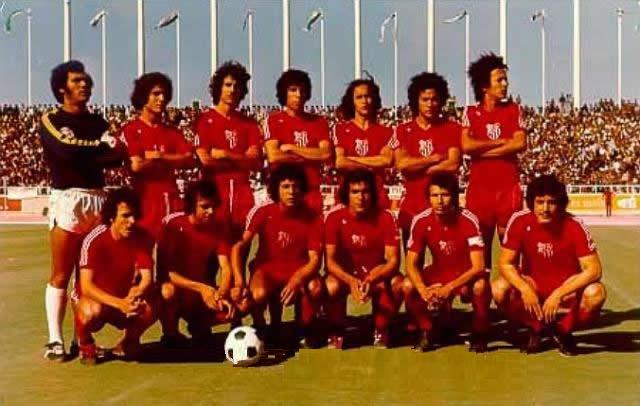
مولودية وهران بطل كأس الجزائر 1975
وقوف من اليمين : أ. بلقوط، هدفي، س. مجاهد، دجلي، ل. شعيب، شرقي، وناس
جلوس من اليمين : ح. شعيب، فريحا، بلكدروسي، مهدي، قشرة، يحياوي

لنادي مولودية وهران تاريخ كبير منذ بداية البطولة الجزائرية سنة 1962 وقدم النادي دوما، خاصة خلال السنوات الذهبية أي عشرية السبعينات، الثمانينات والتسعينات أسماء كبيرة في كرة القدم الجزائرية وحتى في أفريقيا، مثل لخضر بلومي، تاج بن سحاولة، نصر الدين دريد، كريم ماروك، بما فيهم أبناء النادي مثل عبد القادر فريحا، سيد أحمد بلكدروسي، ميلود هدفي، هواري بديار، عبد الله قشرة، بن يعقوب سباح، حبيب بن ميمون، الطاهر شريف الوزاني، عبد الحفيظ تاسفاوت...إلى آخره.
خلال هذه الفترة، على الصعيد الوطني، فاز النادي بالدوري المحلي أربع مرات، بكأس الجزائر أربع مرات، كأس الرابطة الجزائرية مرة واحدة. أما دوليا، ففاز النادي بكأس الكؤوس العربية للأندية مرتين، كأس السوبر العربية مرة واحدة. وكان نادي مولودية وهران الوصيف في دوري أبطال أفريقيا عام 1989 وفي دوري أبطال العرب عام 2001. وبفضل كل هذا التاريخ وهذه التتويجات، يعتبر النادي واحد من أكبر الأندية الجزائرية، العربية والأفريقية.

## الملاعب
يستقبل فريق مولودية وهران منافسيه بملعب أحمد زبانة أو ما يعرف سابقا بملعب 19 جوان والذي يتسع إلى 40 ألف متفرج حيث شهد هذا الملعب أبرز انتصارات الفريق وتتويجاته. وقد سبق لأسطورة كرة القدم العالمية، البرازيلي بيليه أن لعب مباراة مع فريقه نادي سانتوس على ملعب أحمد زبانة. إلى جانب هذا، يضطر فريق مولودية وهران في بعض الأحيان إلى الاستقبال في ملعب الحبيب بوعقل بسبب التعديلات التي تطرأ على ملعب أحمد زبانة. نذكر أنه هناك ملعب جديد يتم بنائه لإستقبال مولودية.
ملعب أحمد زبانة
- السعة :40.000 متفرج
- الموقع: حي الحمري، وهران
- تاريخ الافتتاح: 1957

حاليا هو الملعب الرئيسي لمولودية وهران في انتضار الملعب الجديد كما يلعب فيه أيضا منتخب الجزائر.
ملعب الحبيب بوعقل
- السعة: 20,000 متفرج
- المكان: حي اللوز، وهران
- الافتتاح: 1927

هو الملعب الثانوي للنادي.
ملعب وهران الجديد
- السعة: 46,000 متفرج
- المكان: بئر الجير، وهران
- الافتتاح: 2020 ؟

بدأت أشغال بناء هذا الملعب وهو مقرر افتتاحه سنة 2011، وهو مخصص لنادي مولودية وهران ولمنتخب الجزائر.

## الحمراوة

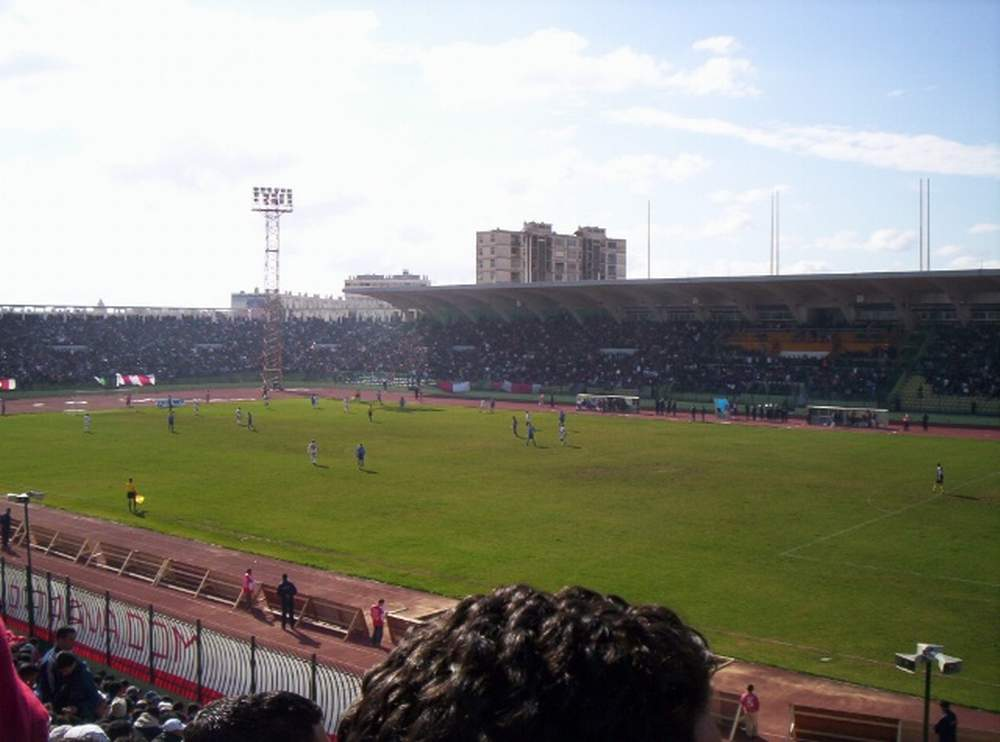
أنصار مولودية وهران في ملعب أحمد زبانة

يعتبر نادي مولودية وهران من الأندية الأكثر شعبية في الجزائر، ويلقب أنصاره بـالحمراوة نسبة إلى حي الحمري العتيق. وأهم ما يميز الحمراوة هو الأهازيج القوية التي يطلقونها في الملعب حيث معروف عنهم تأليف الأغاني الرياضية منذ القدم. يضاف إلى هذا، تنقلاتهم الكثيرة إلى مختلف أنحاء الوطن حيث أنهم أوفياء لفريقهم إلى درجة كبيرة ويقفون معه في السراء وفي الضراء. وقد ساهموا كثيرًا في موسم 2009/2008 في عودة المولودية إلى القسم الوطني الأول بفضل تواجدهم بأعداد كبيرة في الملاعب، هذا بعد موسم واحد قضاه النادي في القسم الثاني.

## شخصيات النادي

### قائمة رؤساء النادي
| نادي المولودية الإسلامية الوهرانية | نادي المولودية الإسلامية الوهرانية         | نادي المولودية الإسلامية الوهرانية | نادي المولودية الإسلامية الوهرانية |
| الرقم                              | الاسم                                      | من                                 | إلى                                |
| ---------------------------------- | ------------------------------------------ | ---------------------------------- | ---------------------------------- |
| 1                                  | عبد القادر بن دوبة                         | 1917                               | 1924                               |
| 2                                  | عبد القادر بن دوبة و مصطفى حاج حسان بشطرزي | 1924                               | 1931                               |
| 3                                  | عبد القادر بن دوبة                         | 1931                               | 1946                               |
| نادي مولودية وهران                 |                                            |                                    |                                    |
| الرقم                              | الاسم                                      | من                                 | إلى                                |
| 4                                  | أبونا عمر بن داود                          | 1946                               | 1963                               |
| 5                                  | قادة حاج فالي                              | 1963                               | 1965                               |
| 6                                  | حميدة بلزرق                                | 1965                               | 1968                               |
| 7                                  | بومدين بن ثابت                             | 1968                               | 1971                               |
| 8                                  | صديقي بغدادي                               | 1971                               | 1975                               |
| 9                                  | محمد بن قادة                               | 1975                               | 1982                               |
| 10                                 | أمين محمد إبراهيم مهاجي                    | 1982                               | 1989                               |
| 11                                 | غالم شاوش                                  | 1989                               | 1991                               |
| 12                                 | يوسف جباري                                 | 1991                               | 1994                               |
| 13                                 | بلقاسم الإمام                              | 1994                               | 2000                               |
| 14                                 | يوسف جباري                                 | 2000                               | 2003                               |
| 15                                 | مراد مزيان                                 | 2003                               | 2006                               |
| 16                                 | يوسف جباري                                 | 2006                               | 2008                               |
| 17                                 | بلقاسم الإمام                              | 2008                               | 2010                               |
| 18                                 | الطيب محياوي                               | 2010                               | 2011                               |
| 19                                 | يوسف جباري                                 | 2011                               | 2012                               |
| 20                                 | العربي عبد الإله (رئيس مؤقت)               | 2012                               | 2013                               |
| 21                                 | يوسف جباري                                 | 2013                               | 2014                               |
| 22                                 | أحمد بلحاج "بابا"                          | 2014                               | 2019                               |
| 23                                 | الطاهر شريف الوزاني (مدير عام)             | 2019                               | 2020                               |
| 24                                 | الطيب محياوي                               | 2020                               | 2022                               |
| 25                                 | يوسف جباري                                 | 2022                               | 2023                               |
| 26                                 | بن عودة صلاح الدين حبيب دحو (رئيس مؤقت)    | 2023                               |                                    |
| 27                                 | شكيب بومدين غوماري                         | 2023                               | 2025                               |
| 28                                 | سيدي محمد حجيوي                            | 2025                               | ....                               |

### قائمة المدربين
| الرقم | المدرب                                  | من   | إلى  |
| ----- | --------------------------------------- | ---- | ---- |
| 1     | الهواري سبع                             | 1946 | 1956 |
| 2     | باحي شيباني / عبد القادر عامر           | 1962 | 1963 |
| 3     | ميلود نهاري / بن علي عرومية             | 1963 | 1964 |
| 4     | الحاج حبيب دراوة / بن علي عرومية        | 1964 | 1965 |
| 5     | الشيخ واضح                              | 1965 | 1967 |
| 6     | الحاج هادفي                             | 1967 | 1970 |
| 7     | كارلوس غوميز                            | 1970 | 1971 |
| 8     | ماحي خنان / سويلم قناوي                 | 1971 | 1972 |
| 9     | زوبير بن عيشة                           | 1972 | 1976 |
| 10    | سعيد عمارة                              | 1976 | 1979 |
| 11    | نجم الدين بلعياشي / الحاج مغفور         | 1980 | 1981 |
| 12    | الحاج حبيب دراوة / عبد الله قشرة        | 1982 | 1983 |
| 13    | عبد الله مشري / عبد الله قشرة           | 1983 | 1985 |
| 14    | عبد الله مشري / بوريس بودكوريتوف        | 1985 | 1986 |
| 15    | بوريس بودكوريتوف / الحاج بوحاجي         | 1986 | 1987 |
| 16    | عمار رواي                               | 1987 | 1989 |
| 17    | محمد نجيب مجاج / ميلود هدفي             | 1989 | 1992 |
| 18    | عبد الله مشري                           | 1992 | 1994 |
| 19    | علي فرقاني / لخضر بلومي                 | 1994 | 1995 |
| 20    | محمد حنكوش / حبيب بن ميمون              | 1995 | 1997 |
| 21    | سعيد حاج منصور / الحبيب بن ميمون        | 1997 | 1998 |
| 22    | عبد القادر عمراني                       | 1998 | 1998 |
| 23    | نصر الدين بن شيحة / الطاهر شريف الوزاني | 1998 | 1999 |
| 24    | نصر الدين بن شيحة                       | 1999 | 2001 |
| 25    | عبد القادر عمراني / لخضر بلومي          | 2001 | 2002 |
| 26    | عبد الله مشري / تاج بن سحاولة           | 2002 | 2002 |
| 27    | محمد حنكوش                              | 2002 | 2003 |
| 28    | هارفي رافيلي                            | 2003 | 2004 |
| 29    | نصر الدين دريد                          | 2004 | 2004 |
| 30    | محمد نجيب مدجاج                         | 2004 | 2005 |
| 31    | محمد حنكوش                              | 2005 | 2005 |
| 32    | نصر الدين دريد                          | 2005 | 2006 |
| 33    | محمد نجيب مدجاج                         | 2006 | 2006 |
| 34    | عبد الله مشري                           | 2006 | 2006 |
| 35    | محمد لكاك                               | 2006 | 2007 |
| 36    | كارلوس أنريكو غوميز                     | 2007 | 2007 |
| 37    | محمد نجيب مدجاج                         | 2007 | 2008 |
| 38    | كارلوس أنريكو غوميز                     | 2008 | 2008 |
| 39    | الطاهر شريف الوزاني / فيصل مقني         | 2008 | 2008 |
| 40    | محمد نجيب مدجاج                         | 2008 | 2008 |
| 41    | عمر بلعطوي                              | 2008 | 2009 |
| 42    | سعيد حاج منصور                          | 2009 | 2009 |
| 43    | عبد القادر معطا الله                    | 2009 | 2010 |
| 44    | عمر بلعطوي                              | 2010 | 2010 |
| 45    | الطاهر شريف الوزاني                     | 2010 | 2011 |
| 46    | سيد أحمد سليماني                        | 2011 | 2011 |
| 47    | سعيد حاج منصور                          | 2011 | 2011 |
| 48    | محمد حنكوش                              | 2011 | 2011 |
| 49    | الطاهر شريف الوزاني                     | 2011 |      |
| 50    | محمد حنكوش                              | 2011 | 2012 |
| 51    | راؤول سافوى                             | 2012 |      |
| 52    | لوك إيمائيل                             | 2012 |      |
| 53    | راؤول سافوى                             | 2012 |      |
| 54    | عبد الله مشري                           | 2012 |      |
| 55    | جمال بن شاذلي                           | 2012 |      |
| 56    | الطاهر شريف الوزاني                     | 2013 |      |
| 57    | سيد أحمد سليماني                        | 2013 |      |
| 58    | عمر بلعطوي                              | 2013 |      |
| 59    | جيوفاني سوليناس                         | 2013 |      |
| 60    | جمال بن شاذلي                           | 2013 | 2014 |
| 61    | عمر بلعطوي                              | 2014 |      |
| 62    | الطاهر شريف الوزاني                     | 2013 | 2014 |
| 63    | جون ميشيل كافالي                        | 2014 | 2015 |
| 64    | فؤاد بوعلي                              | 2015 | 2016 |
| 65    | عمر بلعطوي                              | 2016 | 2017 |

### اللاعبين الكبار عبر تاريخ النادي
هناك لاعبين كبار ذات مستوى عالمي مرو دوما عبر تاريخ مولودية وهران، من بينهم لخضر بلومي (أفضل لاعب جزائري في كل الأوقات)، عبد القادر فيرود (من أفضل المدربين العالميين وأول مدرب لمنتخب الجزائر)، عبد القادر فريحا (هداف منتخب الجزائر في السبعينات)، ميلود هدفي (الكايزر الأفريقي)، عبد الحفيظ تاسفاوت (أحسن هداف منتخب الجزائر في كل الأوقات)، نصر الدين دريد (من أفضل الحراس في تاريخ الجزائر)، تاج بن سحاولة (هداف المنتخب الذهبي للثمانينات)، الطاهر شريف الوزاني (الأكثر تتويجا مع النادي وربما أفضل وسط دفاعي جزائري لكل الأوقات).
| 'الحراس - العربي مهنان - محمد وناس - محمد حجاجي (الشامية) - البشير السبع - نصر الدين دريد - بارودي بركان كراشاي - ناصر بن شيحة - عبد السلام بن عبد الله - محمد رضا عاصيمي - كريم صاولة - هشام مزاير | الدفاع - ميلود هدفي - عبد الله قشرة - هواري بديار - جلول بوحاجي - مختار شرقي - عبد الحفيظ بلعباس - وناس مشكور (السيكي) - آرزقي لباح - علي بن حليمة - عبد العزيز بوط - الطيب فوسي - مختار كشاملي - بوبكر شلبي - عمر بلعطوي - عبد الكريم خريف - مولاي حدو - سليمان رحو - جيل أوغستين بينيا | وسط الميدان - جلول جلي - عبد الحميد بلقوط - سيد أحمد بلكدروسي - لخضر بلومي - كريم ماروك - بن يعقوب سباح - بوتخيل بن يوسف - فيصل مقني - سنوسي مجاهد - الطاهر شريف الوزاني - عبد الحفيظ تاسفاوت - سيد أحمد زروقي - الشيخ بن زرقة - سيد أحمد بن عمارة - نصر الدين قايد - إبراهيم عرفات مزوار - علي مومن - سفيان داود - مارسيل روجيه كيبونغ - أوديس داغولو | الهجوم - محمد سالم - محمد بوحيزب - عبد القادر فريحا (بيقا) - حدو شعيب - نور الدين حامل (مهدي) - تاج بن سحاولة (الغزال) - الهادي خليلي - الحبيب بن ميمون - مراد مزيان - بشير مشري (بابي) - عبد القادر تلمساني - سمير بن كنيدة - عفيف قوال - علي مصابيح - إيزيشل ندواسل - جوزيف فوتسو - ألان جيرارد كيتشيمين - جان ميشال نلاند - محمد زعبية |

### قائمة لاعبي النادي لموسم 2019-2020
تشكيلة مولودية وهران في بداية موسم 2019-2020، أول موسم محترف للدوري الجزائري.
ملاحظة: تشير الأعلام إلى المنتخب بحسب قواعد الأهلية المعتمدة من قبل الفيفا؛ تنطبق بعض الاستثناءات المحدودة. وقد يحمل اللاعبون أكثر من جنسية لا تعترف بها الفيفا.
| الرقم | البلد   | المركز | اللاعب            |
| ----- | ------- | ------ | ----------------- |
| 1     | الجزائر | حارس   | رفيق معزوزي       |
| 16    | الجزائر | حارس   | محمد قيتارني      |
| 30    | الجزائر | حارس   | أسامة ليتيم       |
| 3     | الجزائر | مدافع  | بوعلام مصمودي     |
| 4     | الجزائر | مدافع  | مراد بن جلول      |
| 13    | الجزائر | مدافع  | محمد أمين إيزماني |
| 15    | الجزائر | مدافع  | زين العابدين سباح |
| 25    | الجزائر | مدافع  | زين الدين مكاوي   |
| 27    | الجزائر | مدافع  | كمال حميدي        |
| 29    | الجزائر | مدافع  | سنوسي فغلول       |
| 5     | الجزائر | وسط    | عبد القادر بوطيش  |
| 6     | الجزائر | وسط    | محمد لقرع         |
| 8     | الجزائر | وسط    | باسم شاوتي        |
| 9     | الجزائر | وسط    | زكريا منصوري      |

| الرقم | البلد   | المركز | اللاعب              |
| ----- | ------- | ------ | ------------------- |
| 14    | الجزائر | وسط    | نجيب حمادي          |
| 22    | الجزائر | وسط    | يوسف قرتيل          |
| 23    | الجزائر | وسط    | عبد الحفيظ بن عمارة |
| 24    | الجزائر | وسط    | حمزة حريات          |
| 26    | الجزائر | وسط    | نزيم إيتيم          |
|       | الجزائر | وسط    | رضوان مريني         |
| 7     | الجزائر | مهاجم  | زبير مطراني         |
| 11    | الجزائر | مهاجم  | رشيد ناجي           |
| 19    | الجزائر | مهاجم  | الماحي بن حمو       |
| 20    | الجزائر | مهاجم  | بن عمار ملال        |
| 21    | الجزائر | مهاجم  | عبد الحق عبد الحفيظ |
| 25    | الجزائر | مهاجم  | عبد الرؤوف شويطر    |
| 31    | الجزائر | مهاجم  | بومدين فريفر        |
|       | الجزائر | مهاجم  | حكيم بن رزوق        |

### طاقم العاملين

#### الطاقم الفني
| المدير الفني | عبد الله مشري |
| مساعد المدرب | هانس آقبو     |
| مدرب اللياقة | حفيظ بن تازي  |
| مدرب الحراس  | البشير السبع  |

#### الطاقم الطبي
| طبيب الفريق           | بوحديبة      |
| اخصائي العلاج الطبيعي | ناصر بو بريص |

#### الطاقم الإداري
| رئيس النادي      | الطاهر شريف الوزاني |
| نائب رئيس النادي | ...                 |
| المستشار الفني   | لخضر بلومي          |
| المناجير العام   | الحبيب بن ميمون     |
| المدير التقني    | فرحات مغفور         |
| أمين الصندوق     | بغداد بن شرقي       |
| أمين عام النادي  | عبد الحفيظ بلعباس   |

## أهم مباريات النادي

### داربي وهران
تعد المباريات التي تلعب بين مولودية وهران و جمعية وهران أهم داربي في المدينة وواحد من أهم الداربيات في الجزائر. و كان أول لقاء رسمي بينهما منذ الجزائر المستقلة سنة 1962.

### كلاسيكو الجزائر
يلعب فريق مولودية وهران كلاسيكو الجزائر ضد فريق شباب بلوزداد العاصمي ويطلق عليه اسم كلاسيكو الرابطة الأولى حيث أنه تعتبر المباراة الكلاسيكية أكثر لعبا من حيث العدد في الدوري الجزائري بما أن الناديين لعبا كل مواسم الدوري منذ نشأته ما عدى موسم واحد لكل منهما.

## إنجازات النادي
يعتبر نادي مولودية وهران من أكثر الأندية الجزائرية، العربية والأفريقية تتويجا بالألقاب.
|  | البطولات                          | التتويجات    | العدد | السنوات                                                                     |
|  | --------------------------------- | ------------ | ----- | --------------------------------------------------------------------------- |
|  | الرابطة الجزائرية المحترفة الأولى | البطل الوصيف | 4 9   | 1971، 1988، 1992، 1993 1968، 1969، 1985، 1987، 1990، 1995، 1996، 1997 ،2000 |
|  | كأس الجمهورية                     | البطل الوصيف | 4 2   | 1975، 1984، 1985، 1996 1998، 2002                                           |
|  | كأس السوبر الجزائري               | الوصيف       | 1     | 1992                                                                        |
|  | كأس الرابطة الوطنية               | البطل الوصيف | 1 1   | 1996 2000                                                                   |
|  | دوري أبطال أفريقيا                | الوصيف       | 1     | 1989                                                                        |
|  | دوري أبطال العرب                  | الوصيف       | 1     | 2001                                                                        |
|  | كأس الكؤوس العربية                | البطل        | 2     | 1997، 1998                                                                  |
|  | كأس السوبر العربي                 | البطل        | 1     | 1999                                                                        |

### الإنجازات الشرفية

#### هدافو الدوري الجزائري
- عبد القادر فريحة : 1968، 1969 و1971 (15 هدف)
- عبد الحفيظ تاسفاوت : 1992 (17 هدف) و1993 (15 هدف)
- نور الدين حامل «مهدي» : 1971 (15 هدف)
- سيد أحمد بلكدروسي : 1975 (18 هدف)
- لخضر بلومي : 1979 (11 هدف)
- محمد زعبية : 2016 (13 هدف)

#### جائزة دي زاد فوت الذهبية
هي جائزة تكرم أفضل لاعب جزائري للسنة حسب موقع دي زاد فوت ، انطلقت سنة 2000. وهي تأتي في المرتبة الثانية بعد جائزة أفضل لاعب جزائري حسب جريدة الهداف.
- عبد الحفيظ تاسفاوت : 2000 (مرتبة ثالثة)

### أرقام قياسية للنادي
- أفضل نادي في دوري أبطال إفريقيا عام 1989
- أفضل نادي إفريقي عام 1989
- أفضل نادي جزائري في عشرية التسعينات
- النادي الجزائري الوحيد الذي فاز بالبطولة العربية للأندية الفائزة بالكؤوس (تتويج مرتين عامي 1997 و1998)
- النادي الجزائري الوحيد الذي فاز بكأس السوبر العربي (عام 1999)
- النادي الجزائري الوحيد الذي لعب كل مواسم البطولة الجزائرية للقسم الأول ما عدى موسم واحد 2008-2009 (رقم قياسي جزائري)
- وصيف بطل الدوري الجزائري 9 مرات (رقم قياسي جزائري)
- أفضل هجوم الدوري الجزائري في مجموع كل المواسم (رقم قياسي جزائري)
- الوصول إلى الدور نصف النهائي في كأس الجمهورية الجزائرية 21 مرة (رقم قياسي جزائري)

## مواضيع مشتركة
- مولودية وهران
- مولودية وهران (كرة اليد)
- مولودية وهران (كرة السلة)

## وصلات خارجية
- (بالعربية) الموقع الرسمي لمولودية وهران